# Segismundo Casado
Segismundo Casado López (Nava de la Asunción, 10 de octubre de 1893-Madrid, 18 de diciembre de 1968) fue un militar español que tuvo especial protagonismo durante la etapa final de la guerra civil española, ya que encabezó en la zona republicana el golpe de Estado iniciado el 5 de marzo de 1939 que derribó al gobierno del socialista Juan Negrín constituyendo, a continuación, junto a socialistas moderados como Julián Besteiro, republicanos de izquierda y los sectores anarquistas, el Consejo Nacional de Defensa que puso fin a la resistencia del bando republicano al rendirse a Francisco Franco, cuyas tropas pudieron ocupar la región Centro-Sur, el último territorio que quedaba bajo la autoridad de la Segunda República, sin combatir, poniendo fin así el 1 de abril de 1939 a la guerra civil española.

## Biografía
Hijo de militar, ingresó a los quince años en la Academia de Caballería de Valladolid. Era miembro de la masonería. Cursó los estudios de Estado Mayor y participó en la campaña de Marruecos con el grado de capitán. Ascendido a comandante, fue nombrado jefe de la Escolta del Presidente de la República en 1935, puesto que ostentaba cuando estalló la guerra civil.

### Guerra Civil
El 20 de agosto de 1936 cesó como jefe de la escolta presidencial y, a principios de octubre, fue nombrado jefe de Operaciones del Estado Mayor. Posteriormente fue director de la Escuela de Estado Mayor e inspector general de Caballería.
En septiembre de 1936 había sido ascendido a teniente coronel. Entre octubre y noviembre de 1936, se encargó de entrenar y organizar las Brigadas Mixtas del Ejército Popular Republicano. Participó en la defensa de Madrid, en la batalla del Jarama y en la batalla de Brunete. 
Cuando se formó el primer gobierno del socialista Juan Negrín tras los sucesos de mayo de 1937, el nuevo ministro de Defensa, el también socialista Indalecio Prieto, le elevó a puestos más decisivos. Buen organizador y capaz de imponer la disciplina era «el tipo de militar que deseaba Prieto para culminar la reorganización del Ejército republicano» para que se pareciera lo máximo posible a un Ejército regular. Así fue designado uno de los mandos de la batalla de Belchite y, a principios de abril de 1938, fue nombrado jefe del Ejército de Andalucía.
Cuando se produjo la crisis de marzo-abril de 1938 en el Gobierno republicano como consecuencia de la derrota de la batalla de Teruel y el posterior derrumbamiento del frente de Aragón que llevaría a los sublevados a cortar en dos la zona republicana cuando alcanzaron el mar Mediterráneo por Vinaroz, el teniente coronel Casado se puso del lado del ministro de Defensa Indalecio Prieto, que pensaba que la guerra estaba perdida para la República y que había que buscar una salida negociada a la misma. Además, también apoyó a Prieto en su oposición al «proselitismo comunista» en el seno del Ejército Popular y al ascenso de militares, sobre todo de origen miliciano, ligados al Partido Comunista de España, una idea compartida por buena parte de los militares republicanos profesionales. Tras la salida de Prieto del Gobierno y a pesar de su alineamiento con él, el presidente Negrín nombró a Casado en mayo de 1938, recién ascendido a coronel, jefe del Ejército del Centro, la unidad militar más importante de la zona Centro-Sur. Pero no por ello Casado abandonó su arraigado anticomunismo, convencido de que Negrín y los comunistas, que después de la crisis de marzo-abril de 1938 constituían el principal apoyo del presidente del Gobierno, eran los impedimentos fundamentales para alcanzar un acuerdo con el general Francisco Franco, al modo del abrazo de Vergara, que un siglo antes había puesto fin a la primera guerra carlista. Es en estos primeros meses de 1938 cuando elementos quintacolumnistas realizan el primer acercamiento a Casado, según declaró el falangista infiltrado en la CNT Antonio Bouthelier al terminar la guerra.
Tras el nuevo fracaso republicano de la batalla del Ebro en noviembre de 1938 y la posterior caída de Cataluña, el coronel Casado se reafirmó en la idea de que "entre militares llegaremos a entendernos" e inició los contactos con la quinta columna franquista en Madrid para negociar la rendición republicana, aunque era plenamente consciente de que para alcanzar ese objetivo previamente tenía que desalojar del poder a Negrín y a los comunistas que seguían apostando por el "resistir es vencer". Así pues, Casado estaba convencido de que la guerra estaba perdida y de la inutilidad de proseguir la lucha hasta el final con el consiguiente sacrificio vano de civiles y soldados –creía que la guerra continuaba en beneficio de la Unión Soviética–. 
El 15 de enero de 1939 se produce el desastre republicano de Villanueva de la Cañada, una operación encomendada por el propio Casado al Primer Cuerpo de Ejército con el fin teórico de apoderarse de Brunete y Navalcarnero. Casado aseguró al teniente coronel Luis Barceló que la ofensiva apenas encerraba dificultades, pero en realidad las tropas franquistas estaban avisadas y las fuerzas usadas por Casado eran de apenas 25 000 hombres cuando el Cuerpo del Ejército Centro-Sur contaba con diez veces esa suma. El engaño de Casado se saldó con la matanza de cientos de soldados republicanos en pocas horas (más de mil según el dirigente comunista Jacinto Barrios, quien calificó la maniobra de "una verdadera encerrona", 900 según Manuel Tuñón de Lara). Casado negará en una reunión posterior que el enemigo hubiera estado informado de la operación pese a que -como le señaló Luis Romero- "el capitán encargado de redactarla mecanografió una copia más para el enemigo". A partir de entonces se produce la ruptura entre Casado y Barceló, y la convicción por parte de los sectores leales a la República del colaboracionismo de Casado con el bando enemigo.
A lo largo del mes de febrero de 1939, Casado mantuvo varios contactos con el teniente coronel José Centaño de la Paz —jefe del parque de artillería n.º 4 de Madrid y agente encubierto franquista—, durante los cuales Centaño se presentó como un representante de Francisco Franco y le invitó a que rindiera el Ejército republicano.
El 5 de marzo de 1939 Casado, bajo el falso pretexto de que el presidente Negrín estaba planeando la toma del poder por el PCE, condujo un golpe de Estado contra el gobierno republicano, contando con el apoyo de los partidos republicanos, de la facción "antinegrinista" del Partido Socialista Obrero Español, liderada por Julián Besteiro, de los desilusionados líderes anarquistas, así como de los jefes no comunistas del Ejército Popular Republicano. 

#### Golpe de Casado

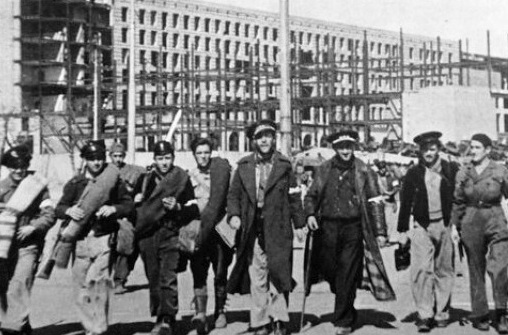
Tropas casadistas en Madrid (1939).

Así, en la noche del 5 al 6 de marzo de 1939 Casado crea en Madrid el Consejo Nacional de Defensa, presidido por el general José Miaja. Por su parte, el Gobierno de Negrín, que estaba reunido en la finca El Poblet (cuyo nombre en clave era Posición Yuste) en la localidad alicantina de Petrel desde el 25 de febrero, decidió escapar a Francia por temor a ser apresado por las fuerzas «casadistas». En Madrid los comunistas movilizaron a las unidades militares que les eran leales para hacer fracasar el golpe, pero el Cuerpo de Ejército dirigido por el anarquista Cipriano Mera, comprometido con Casado, consiguió derrotarlos. El 12 de marzo los «casadistas» eran los dueños de la capital. Uno de los oficiales que había encabezado la resistencia comunista, el coronel Barceló, fue fusilado.
El golpe de Casado fue justificado por el periódico El Socialista, controlado por los socialistas «antinegrinistas», como «una victoria que impedía que la España republicana se convirtiese en una colonia soviética». El Consejo Nacional de Defensa —presidido por el general Miaja y del que también formaba parte Julián Besteiro— quiso negociar con Franco la rendición sobre todo para evitar las represalias contra los que habían luchado en el bando republicano pero no obtuvo ningún resultado, ya que el Gobierno de Burgos solo aceptó la rendición incondicional, como ya había puesto de manifiesto la Ley de Responsabilidades Políticas promulgada antes del golpe, y que por tanto ya conocían Casado y sus seguidores antes de dar el golpe, que criminalizaba en la práctica a todos los partidarios del Frente Popular y a quienes hubieran servido a la República durante la guerra y antes de ella (desde el 1 de octubre de 1934). A finales de marzo de 1939, las tropas de Franco ocuparon Madrid y el resto del último territorio republicano, la zona Centro-Sur, sin encontrar resistencia.

### Exilio y regreso

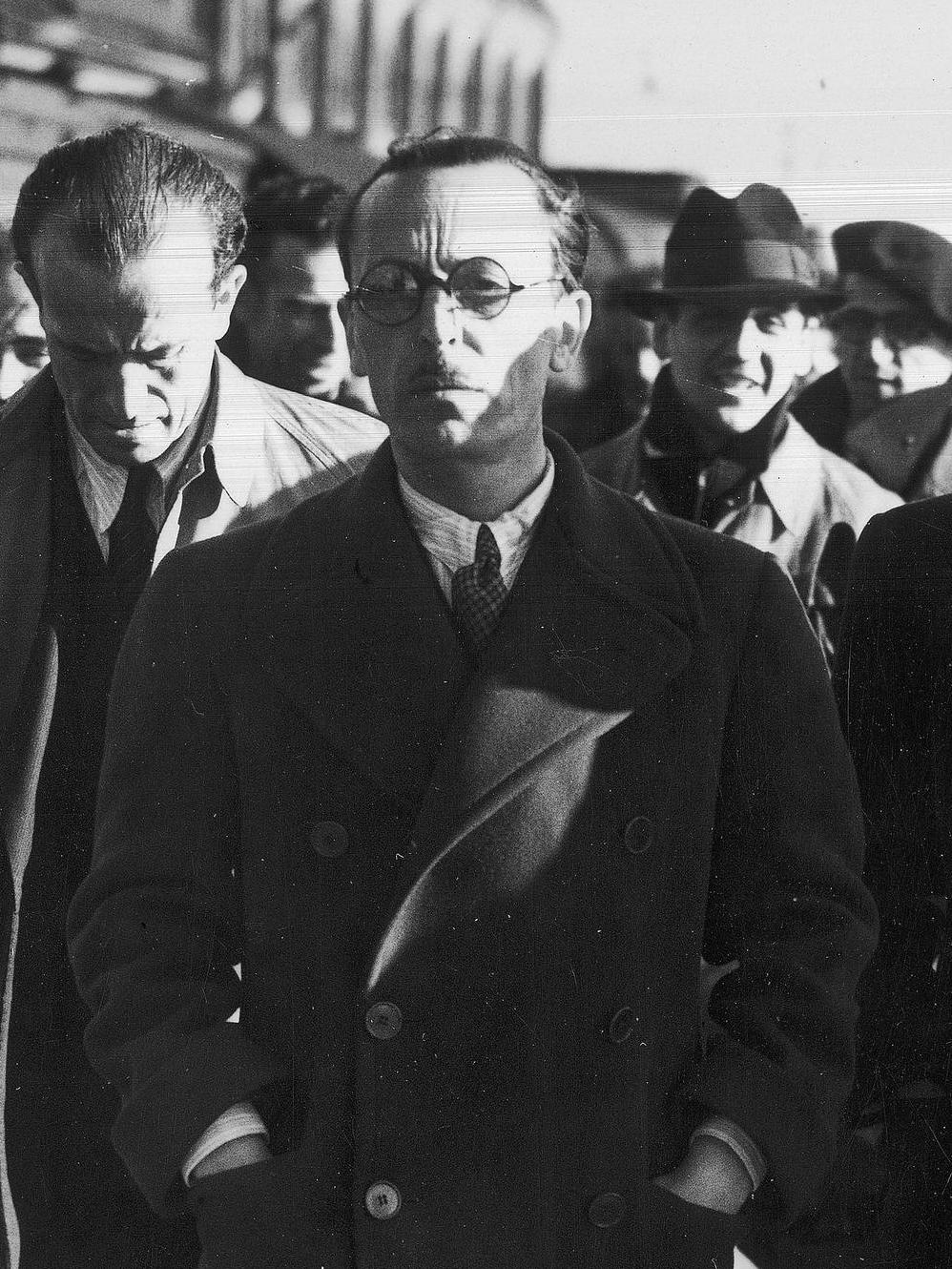
Casado a su llegada al Reino Unido en abril de 1939

Ante la inminente entrada de las tropas sublevadas en Madrid, Segismundo Casado partió hacia Valencia y desde el puerto de Gandía partió en un buque británico hacia el exilio en Marsella (Francia), no sin antes convencer a miles de refugiados de que marcharan a Alicante, donde, supuestamente, los recogerían barcos ingleses. En realidad, era un subterfugio de Franco para concentrar y atrapar a los refugiados: la flota nacionalista impidió la entrada de los barcos al puerto de Alicante y se creó una gran bolsa de refugiados que cayó en manos de los franquistas. Posteriormente, a fines de 1939 estuvo exiliado en Gran Bretaña sin poder reunirse con su familia. Acabada la guerra fue a trabajar a Colombia y pasó luego a Venezuela (1947) donde la compañía láctea INDULAC lo nombró inspector general. En 1951 se trasladó su familia de España a Venezuela, su mujer Carmen Santodomingo y sus
hijos Carmen y Segismundo. "Pudo su hijo, con catorce años, conocer por fin a su padre".

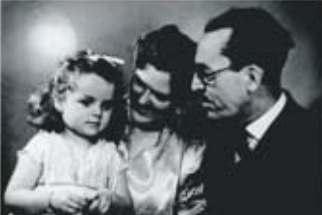
Casado junto a su familia, fotografiados alrededor de 1945.

Casado regresó a España con su familia en 1961, siendo juzgado y posteriormente absuelto por un consejo de guerra bajo el delito de «rebelión militar». Intentó que se le reconociera su grado militar previo a la Guerra Civil y que se le permitiera el reingreso en el Ejército, sin fortuna. Rechazado por el franquismo por haber servido voluntariamente a la causa republicana, Casado tampoco gozó de simpatías entre el exilio republicano debido a su golpe de Estado y su negativa durante la contienda a adherirse a alguno de los partidos del antiguo Frente Popular. Falleció de un ataque cardíaco en un hospital madrileño, mereciendo tan solo una escueta nota en la prensa española.

## Valoración
Rafael Sánchez-Guerra, amigo personal de Casado y cómplice suyo durante el golpe de Estado, escribió:

"...Tal vez dentro de unos cuantos años, cuando se serenen los ánimos, cuando se aquieten las pasiones, cuando en España sea posible la convivencia, se le rendirá a Casado, por derechas y por izquierdas, el tributo de admiración y de gratitud a que se ha hecho acreedor. Él ha querido poner fin a la guerra de un modo pacífico y digno y no lo ha logrado por la intransigencia y por la soberbia de los vencedores, pero España entera, de un modo especial la retaguardia y la población madrileñas, le debe el ahorro de muchos momentos de angustia que aún le aguardaban..."

Los historiadores Ángel Bahamonde y Javier Cervera Gil en su libro Así terminó la Guerra de España publicado en 1999 valoran así al coronel Casado:

Una lectura detenida del libro autojustificativo del coronel Casado, Así cayó Madrid, publicado en España en 1968, permite aproximarnos al perfil político del personaje y a determinadas concepciones militares. Hombre no vinculado a ningún partido, pero visceralmente anticomunista, de naturaleza conservadora, valoró positivamente la proclamación de la República como la posibilidad de un cambio de rumbo positivo para la modernización del país. Podemos considerarle como vagamente republicano. Algunas valoraciones que hace de los políticos que conoció, o con los que se relacionó por motivos profesionales, ofrecen algunas matizaciones dignas de mención. (...) [De Manuel Azaña dice que] "lo que le sobraba de soberbia y de odio le faltó de tacto y valor (...) promotor y principal responsable de la guerra civil". (...) Negrín es la auténtica bestia negra de Casado; no le escatima valoraciones negativas, siempre bañadas de un radical anticomunismo excesivamente simplificador para presentarnos al Presidente como un fiel servidor de Moscú: (...) "el doctor Negrín, quien se adueñó de la España republicana, al servicio de Rusia, hasta el final de la guerra... no era un hombre normal, sino un desequilibrado (...) En líneas generales, Casado muestra una desconfianza muy desarrollada hacia el mundo de los políticos.

El anticomunismo de Casado se hace más patente cuando se repara en la opinión que le merecen los consejeros soviéticos. Siempre se refiere a ellos de forma despectiva, utilizando el término "consejeros amigos". (...) Por supuesto la figura del comisario político le produce un rechazo drástico, por ser instrumento del partido comunista dentro del Ejército, pero, en líneas generales, porque Casado se opone a la idea de un ejército politizado. En estas cuestiones responde como un militar tradicional, que antepone la concepción clásica de una disciplina jerarquizada a la de una disciplina motivada ideológicamente.

Quien fuera jefe del Estado Mayor Central de las Fuerzas Armadas, el general Vicente Rojo, dejó en sus papeles personales esta opinión de su antiguo subordinado:

"Casado es un hombre de frases. Casado no sirve ni ha servido nunca al pueblo (...). Es el militar más político y más avieso y medroso de cuantos profesionales servían a la República."

El socialista Juan Simeón Vidarte ha dejado en sus memorias esta opinión de la actuación de Casado en el final de la guerra:

La situación internacional cada día más enardecida hacía adivinar el inevitable choque entre Alemania y Occidente. La República podría salvarse si no se rendía. A Negrín, en sus cálculos, no le falló más que el tiempo y la sublevación de Casado. Éste sí fue un hombre de Inglaterra, pero no de nuestros amigos, que teníamos allí muchos, sino de nuestros adversarios. Fue el hombre del Partido Conservador inglés en su más indecorosa representación: Chamberlain. La sedición casadista se equipara, históricamente, a la de los sublevados del 18 de julio, con todas las salvedades que la presencia en ella de Besteiro me obligan a señalar.

## Obras
- Organización del Ejército francés (1931),
- The Last Days of Madrid (publicado en Londres en 1939)
- Así cayó Madrid, sus memorias (publicadas en España en 1968, con correcciones de la censura franquista).